# Пенитенциарная психология

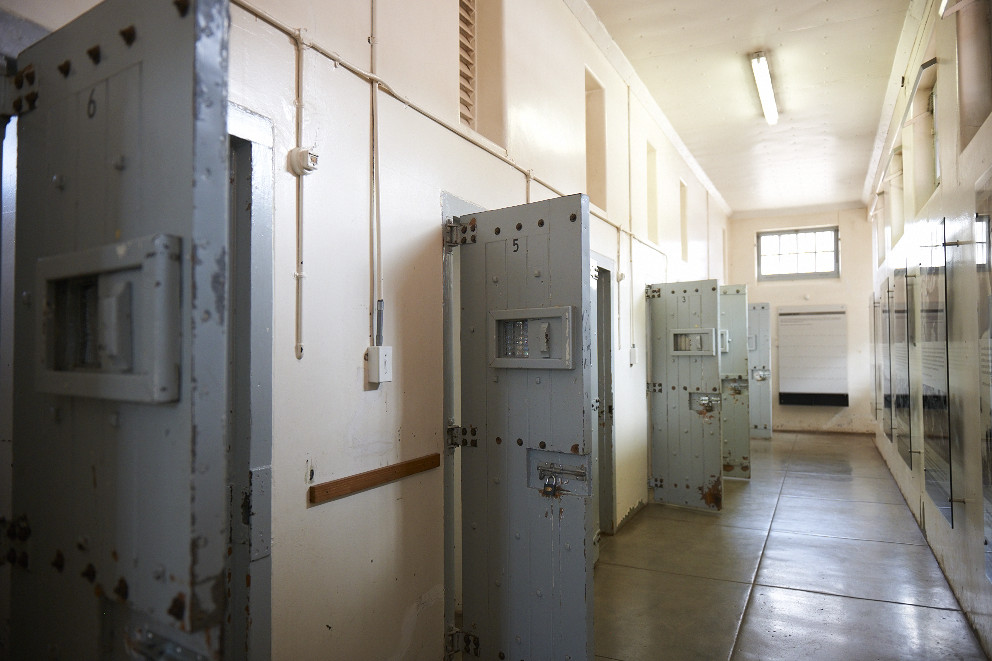

Пенитенциа́рная психоло́гия (исправительная психология, исправительно-трудовая психология) (от лат. poenitentia — раскаяние, покаяние) изучает психологические основы ресоциализации осуждённых: восстановление у них нарушенных социальных личностных качеств, динамику их личностей в процессе исполнения наказания (то есть отбывания срока), их поведение. Заключённые способны переосмыслить свои ценности в процессе ресоциализации, научиться ставить положительные для них цели, развить навыки социально положительного поведения. Областью изучения пенитенциарной психологии являются исследования эффективности наказания, исследования соответствия исправительного законодательства задачам исправления осуждённых.

## История появления и развития пенитенциарной психологии в России
- предпосылки возникновения пенитенциарной психологии появились в России в XVIII веке; общество нуждалось в правовом регулировании исполнения наказания
- первый проект об устройстве тюрем (XVIII век) предусматривал структуру тюрем развитых стран и состоял из 3 разделов: о строении тюрьмы разного наименования; о содержании заключённых; о тюремной администрации. Этот проект так и не был реализован
- И. Т. Посошков, участвующий в петровских реформах, предлагал учитывать психологию преступников, рекомендовал разделить их на классы, чтобы худшие заключённые не оказывали негативного влияния на менее испорченных
- В. Ф. Ушаков в 1770 году написал трактат «О праве и цели наказания», где описал психологические условия воздействия наказания на преступника. Главное, как писал Ушаков — привести преступника к раскаянию
- психологическое воздействие труда и общения воспитателей и малолетних заключённых было обосновано и практически реализовано А. Я. Гердом (1871—1874). Опираясь на его положения, в Петербурге было решено создать первую в своём роде колонию для несовершеннолетних преступников
- после революции, в 1917 г. акцент в области пенитенциарной психологии был смещён на изучение проблем исправления и перевоспитания осуждённых в исправительных учреждениях. Основными принцами считались принципы исправимости преступников и подчинения кары (наказания) целям воспитания. Личность преступника понималась как жертва жизненных обстоятельств[2]
- А. Ф. Лазурский (1921) изучал особенности личности. В своих работах он указывал, что в психике преступника присутствует врождённый компонент (эндопсихика), выражающий «внутреннюю взаимосвязь психологических элементов и функций, как бы внутренний механизм человеческой личности», к которому он относил темперамент, характер, умственную одарённость, и приобретённый в жизни компонент (экзопсихика), содержащий отношение личности к окружающему миру. Лазурский также определил задачу пенитенциарной психологии: изучить преступника, чтобы правильно организовать деятельность в исправительных учреждениях
- в 1966—1969 гг. В. Ф. Пирожков и А. Д. Глоточкин опубликовали лекции по курсу «Исправительно-трудовая психология» под редакцией К. К. Платонова
- в 1975 г. вышел в свет первый учебник[3] по исправительно-трудовой психологии, авторы которого обосновали научную систему, методологию и методику данной науки. Пенитенциарная психология с этого момента считалась новой отраслью юридической психологии.
- в 70-90-е годы учёные активно занимались дифференцированием заключённых на разные классы и типы, основываясь на социально-нравственных и психолого-педагогических особенностях заключённых (Л. А. Высотина, В. Д. Луганский), направленности личности (В. Г. Деев), волевой активности (А. И. Ушатиков, В. А. Семенов)
- приказ МВД СССР от 27 апреля 1989 г. № 86, предусматривающий введение в штат исправительного учреждения позиции психолога, стал отправной точкой для создания психологических служб в местах лишения свободы.
- 1 сентября 1992 г. вышел приказ министра внутренних дел СССР № 305 «О психологических лабораториях исправительно-трудовых учреждений», после которого в Рязанской высшей школе МВД СССР появился факультет психологии. Приказ был нацелен решить вопрос об обеспечении мест лишения свободы квалифицированными специалистами-психологами. Деятельность данных мест имеет особую специфику, поэтому сотрудники должны владеть хотя бы минимальным набором психолого-педагогических знаний. Следовательно, нужна определённая система переподготовки кадров, которая предполагает наличие у сотрудников знаний по пенитенциарной психологии и педагогикие
- современная пенитенциарная психология вводит и разрабатывает новые направления: социально-психологический тренинг (А. В. Пищелко, Т. Ю. Базаров, А. Н. Сухов, М. Г. Дебольский, В. М. Поздняков и др.), психологическое консультирование (В. Г. Деев, В. В. Солодовников, Ю. А. Алфёров и др.), групповая психотерапия, саморегуляция психических состояний (А. С. Новоселова, В. И. Серов и др.) и эмоционально-волевая тренировка (А. И. Ушатиков, В. М. Поздняков, О. И. Шеламов), а также развиваются отрасли прикладной пенитенциарной психологии (В. Г. Деев, М. Г. Дебольский, В. Н. Казанцев, А. Н. Сухов, В. И. Серов и др.)

## Обзор пенитенциарной психологии
Основная цель пенитенциарной (по-другому, исправительной) психологии - составить перечень рекомендаций по ресоциализации осуждённых, а также разработать методики и техники коррекции личности правонарушителей с учётом закономерностей психики. Кроме теоретической составляющей существует и практическая. Составленные рекомендации и разработанные техники используются на практике, формируются социально положительные жизненные перспективы, проводятся психотерапевтические сессии.
Места лишения свободы требуются для того, чтобы:
- создать условия формирования адаптивного поведения личности
- ресоциализировать личность в процессе исполнения наказания

Исправительная психология изучает закономерности и особенности жизнедеятельности осуждённого. Психологи, работающие в местах лишения свободы, проводят диагностику личностных дефектов осуждённых, разрабатывают коррекционные программы с целью их исправления, а также стремятся минимизировать отрицательные "влияния тюрьмы", которые традиционно содействуют криминализации. В процессе исправления преступника психологи работают с глубинными личностными структурами заключённого. В практике психологи могут сталкиваться с некоторыми проблемами. Иногда преступники не осознают свою вину. Они видят в своём преступлении положительный смысл. Также часто приходится работать с «закоренелыми преступниками», которые имеют явные нарушения в психике, например, имеют проблемы с нравственным самоанализом.

#### Предмет пенитенциарной психологии
- изучение вопросов об эффективности наказания
- динамика личности осуждённого в процессе исполнения наказания
- формирование поведенческих особенностей заключённого в разных условиях режима мест лишения свободы
- система ценностей и стереотипы поведения личности, малых групп в условиях изоляции от общества
- соответствие текущего исправительного законодательства задачам исправления осуждённых[4]

Предмет изучения пенитенциарной психологии составляют факты, закономерности и механизмы проявлений психики у отдельных осуждённых, социально-психологические явления в их среде, а также эффективность средств воздействия, применяемых сотрудниками исправительных учреждений в процессе исполнения различных видов наказания.

#### Методы пенитенциарной психологии
1. Организационные методы: лонгитюдный (одна группа людей исследуется несколько раз на протяжении длительного промежутка времени), комплексный (изучение объекта представителями различных наук, которые порой используют различные методы и средства)
2. Эмпирические методы: наблюдение и самонаблюдение, эксперимент (естественный, лабораторный), психодиагностические методы (тесты, анкеты, опросники, социометрия, интервью, беседа), анализ продуктов деятельности, биографические методы
3. Методы обработки данных: количественный (статистический) и качественный (дифференциация материала по группам) анализ
4. Методы психолого-диагностического воздействия на личность осуждённого (аутотренинг, групповой тренинг и др.)

## Изучение личности осуждённого
Для успешной ресоциализации личности заключённого необходимо учитывать его индивидуальные личные качества. Здесь потребуются специальные психологические знания, умение ориентироваться в структуре личности и динамике её поведения, навыки воздействия на личность преступника.
Сперва необходимо изучить личность преступника. Методы для решения данной задачи: контент-анализ (качественное изучение личного дела, документов, переписок, автобиографии), объективное и/или включённое наблюдение, беседа с преступником, а также анализы медицинского обследования.
В процессе получения информации от заключённого обращается внимание на различные периоды его жизни, уклад семьи, особенности семейных отношений, этнические обычаи и традиции, стиль взаимодействия с окружающим миром. В том числе, анализируются существенные психотравмирующие жизненные обстоятельства, возникающие в процессе роста и развития, межличностного взаимодействия, осуществления определённой тактики поведения.
Методика ресоциализации должна основываться на внутренней мотивации. В жестких условиях исправительных учреждений существует тенденция снижения воздействия внешней мотивации на человека в силу психологической установки заключённых на отрицательное отношение к тому, что исходит от администрации. Часто встречающая реакция заключённых на такое воздействие — отчуждённость, недоверие и враждебность.
Важную роль стоит уделить изучению личности в деятельности. Существует специальная стратегия воздействия на личность через микросреду (ближайшее окружение, все то, что непосредственно влияет на человека. В ней он формируется и реализует себя как личность). Микросреда приняла определённые ценности, так или иначе соотносимые с базовыми социальными ценностями. Трудовая деятельность в группе будет полезна для заключённых и показательна для изучения их личностей. Количество общих и производственных правонарушений резко снижается по мере создания современной промышленно-производственной базы исправительного учреждения, разнообразия трудовых процессов и повышения материальной заинтересованности в результатах труда.
Для успешной ресоциализирующей деятельности необходимы теоретические знания психологов и педагогов, образование сплочённого коллектива квалифицированных сотрудников, создание перспективы личностного самоутверждения и перспективы «завтрашнего дня». Данными навыками должна владеть администрация мест лишения свободы.

### Пенитенциарный стресс и особенности его проявления у осуждённых
Нахождение в месте лишения свободы предполагает экстремальные условия, наличие фрустрирующих и стрессогенных факторов. Пенитенциарный стресс, как правило, негативно влияет не только на здоровье человека, отбывающего наказание, но и способствует развитию различных психологически деструктивных, проявлений. Пенитенциарный стресс — это субъективная реакция, представляющая собой комплекс психологических переживаний личности, оказавшейся в условиях изоляции, на стрессоры в виде факторов пенитенциарной среды, вызванных социальной изоляцией (ограничением свободы). При этом, стресс проявляется с разной интенсивностью на различных этапах жизни заключённого. Как показало исследование Дебольского М. Г. «Пенитенциарный стресс и особенности его проявления у осуждённых, подозреваемых, обвиняемых», такое состояние наиболее часто проявляется на начальном этапе отбывания срока, где происходит социальная депривация и меняется привычный образ жизни (первый пик пенитенциарного стресса) и перед освобождением, во время волнения и тревоги из-за подготовки к жизни на свободе (второй пик стресса). Наиболее часто осуждённые отмечают у себя следующие состояния: усталость, эмоциональное и физическое истощение; постоянная напряжённость; раздражённость, агрессия; одиночество; подавленное состояние; равнодушие.

## Актуальные задачи и проблемы пенитенциарной психологии
Задачами пенитенциарной психологии являются:
- адаптация осуждённых к условиям мест лишения свободы
- психологическая подготовка их к освобождению
- изменение личностных характеристик в условиях прогрессивной системы отбывания наказания
- разработка методов профилактической работы

Задачами сотрудников исправительных учреждений, в свою очередь, являются:
- определение имеющихся у осуждённых психических отклонений, склонностей к побегу, суициду, агрессивным действиям, захвату заложников, нападению на персонал, созданию малых групп и группировок отрицательной направленности, пропаганде тюремных законов
- разработка программ работы со злостными нарушителями режима, лицами с устойчивой антисоциальной направленностью, основанных прежде всего на применении последовательной системы мер, связанных с групповым осуждением, изменением статусно-ролевых ожиданий и функций.

Одной из проблем пенитенциарной психологии является проблема ресоциализации и адаптации освобождённых в условиях рыночной экономики. Чтобы данные процессы проходили успешно, рекомендуется задание определить организации (государственные и частные предприятия), готовые взять на работу бывших заключённых. Такие организации, как правило, получают дополнительную помощь и гарантии со стороны государства. Был проведён анализ передового пенитенциарного опыта, показывающий, что истинно гуманная психологическая среда возникает в местах лишения свободы в процессе ресоциализации, обеспечения формирования нравственных взаимоотношений среди заключённых.
Другая проблема — проблема психологического и психотерапевтического воздействия на сотрудников исправительных учреждений из-за стрессогенности их деятельности. Деятельность сотрудников исправительных учреждений нуждается в более глубокий исследованиях, требуется разработка новых методик по психологической подготовке персонала к работе в данной стрессогенной ситуации.
Психологи, работающие в данной области, делают акцент на необходимости создания подлинной гуманизации среды в пенитенциарных учреждениях. Для этого необходимо ввести в жизнь заключённых условия, соответствующие физическим, санитарно-бытовым, экономическим нормам, а также обеспечить гуманистическое преобразование характера взаимоотношений в исправительном учреждении (между осуждёнными, между осуждёнными и персоналом мест лишения свободы).